# Megaluropus monasteriensis
Megaluropus monasteriensis is een vlokreeftensoort uit de familie van de Megaluropidae. De wetenschappelijke naam van de soort is voor het eerst geldig gepubliceerd in 1976 door Ledoyer.